# Cour du Panier-Fleuri
La cour du Panier-Fleuri est une voie du 11e arrondissement de Paris, en France.

## Situation et accès
La cour du Panier-Fleuri est une voie située dans le 11e arrondissement de Paris. Elle débute au 17, rue de Charonne et se termine en impasse.

## Origine du nom
Elle tire son nom d'un opéra-comique d'Ambroise Thomas, Le Panier fleuri (1839). L’œuvre fut très appréciée du propriétaire du terrain, qui décida de donner son nom à la voie. 